# Caiophora carduifolia
Caiophora carduifolia är en brännreveväxtart som beskrevs av Karel Presl. Caiophora carduifolia ingår i släktet Caiophora och familjen brännreveväxter. Inga underarter finns listade i Catalogue of Life.